# Paner
Pour les articles homonymes, voir Panage.

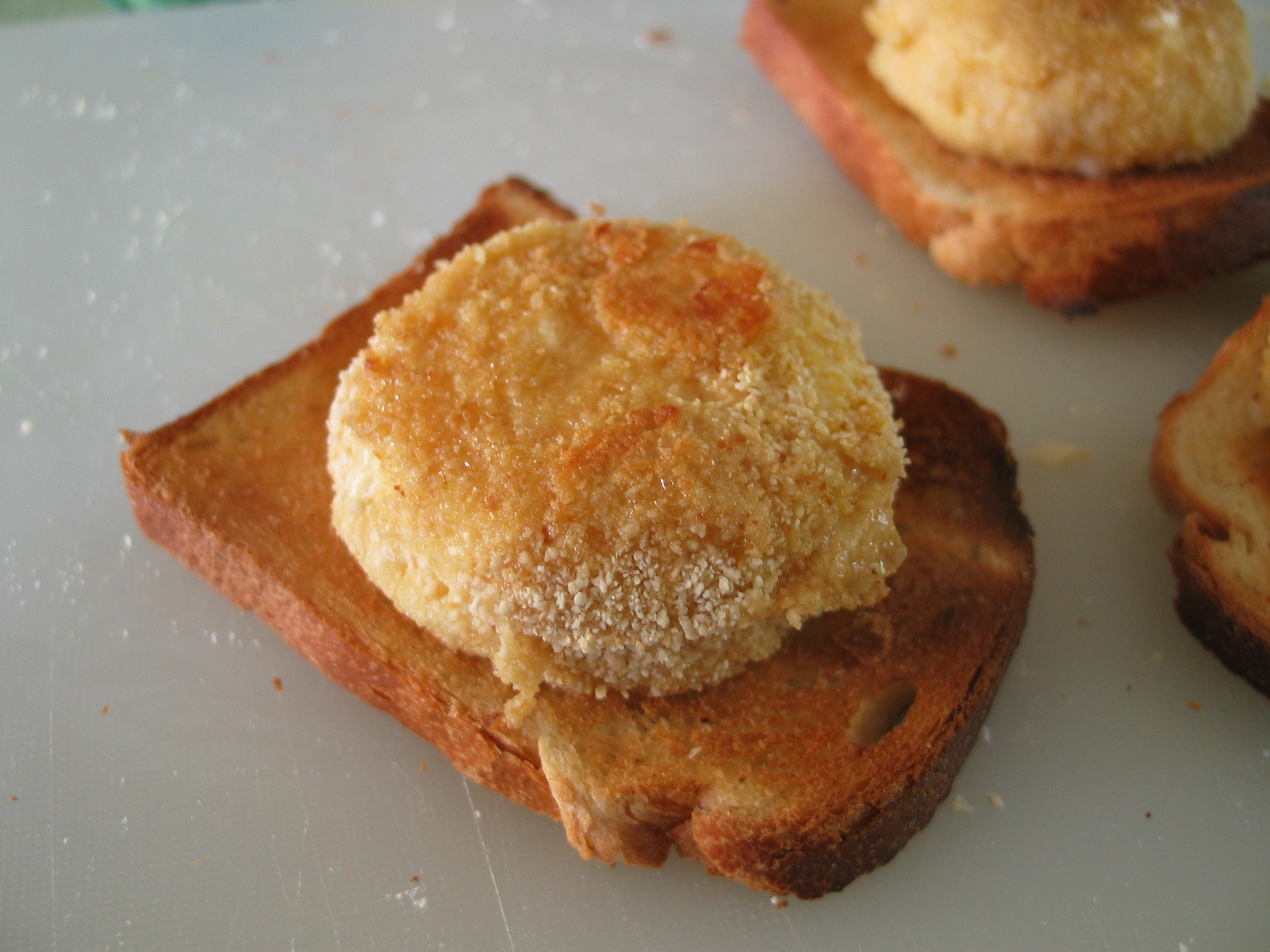
Demi-crottin de Chavignol pané à l'anglaise et posé sur du pain grillé.

Paner, en cuisine, est l'action de recouvrir de panure (parfois appelée panelure) une viande ou la chair d'un poisson avec de la chapelure. Lors de la cuisson, la panure durcit et forme une croûte.
Le panage se décline sous différentes formes : à l'anglaise, à la milanaise, à la française.

## Définitions
Le panage à l'anglaise est une opération qui consiste, avant cuisson, à saupoudrer une denrée de farine ou de chapelure, après l'avoir trempée dans des œufs battus assaisonnés ou dans une matière grasse. Cette opération peut être répétée plusieurs fois pour obtenir une croute qui se tienne à la cuisson. On pane à l'anglaise pour la confection des escalopes à la viennoise, des poissons ou du crabe en mue.
Le cabillaud et le colin sont couramment commercialisés en morceaux panés (que l'on nomme populairement « poisson pané ») ; les filets de dinde ou les escalopes de veau le sont aussi, comme dans la recette cordon bleu.